# Tasiocera cascadensis
Tasiocera cascadensis är en tvåvingeart som beskrevs av Alexander 1944. Tasiocera cascadensis ingår i släktet Tasiocera och familjen småharkrankar. Inga underarter finns listade i Catalogue of Life.